# Early Olivia
Az Early Olivia Olivia Newton-John válogatásalbuma, mely a brit EMI Records kiadónál jelent meg 1989-ben. Az album főként Olivia 1971 és 1975 közötti folk és country sikereit tartalmazza.

## Az album dalai
- If Not For You
- Love Song
- What Is Life
- Everything I Own
- Air That I Breathe
- Me And Bobby McGee
- Music Makes My Day
- Long Live Love
- Banks of the Ohio
- Take Me Home Country Roads
- Help Me Make It Through The Night
- If You Love Me, Let Me Know
- Have You Never Been Mellow
- Please Mr Please
- Let Me Be There
- I Honestly Love You

## Kiadások
- UK LP: EMI Records EMS 1322
- UK CD: EMI CDP 7 92019 2
- Japán CD: EMI CP21-6072
- Japán CD: EMI TOCP-3175